# Esa diva
Esa diva è un singolo della cantante spagnola Melody, pubblicato il 20 dicembre 2024.

## Promozione

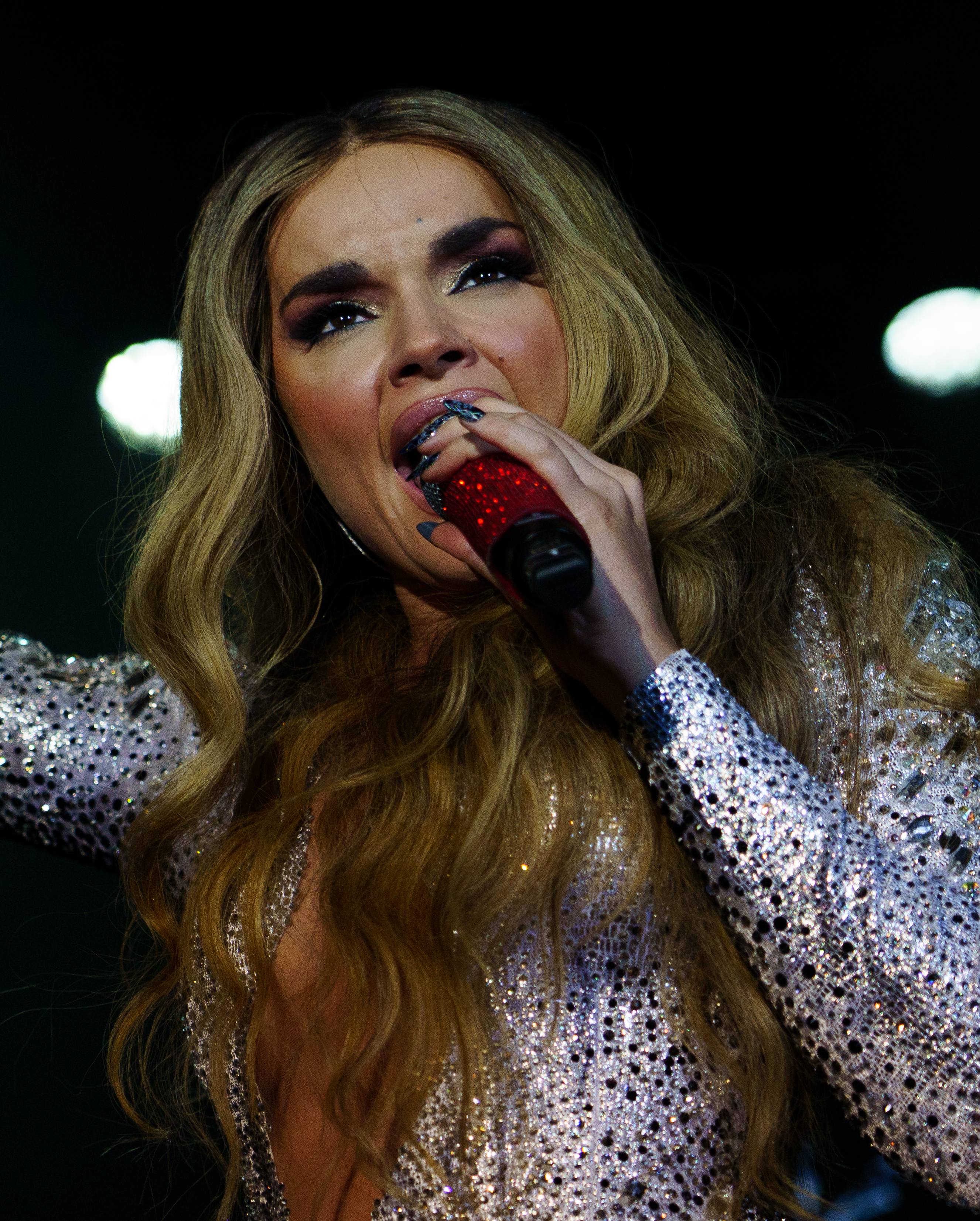
Melody mentre si esibisce sulle note di Esa diva alla Sala La Riviera di Madrid, 19 aprile 2025

Il brano è stato registrato in spagnolo ed è stato inviato all'emittente radiotelevisiva spagnola RTVE come proposta per il Benidorm Fest, l'evento atto a selezionare il partecipante spagnolo all'Eurovision Song Contest 2025 a Basilea, in Svizzera.
Il 12 novembre 2024 l'artista è stata annunciata come una dei sedici partecipanti alla selezione nazionale; Esa diva ha dapprima superato le semifinali del 30 gennaio successivo, per poi giungere alla serata finale due giorni più tardi, dove il voto combinato di pubblico e giuria lo ha incoronato vincitore e rappresentante nazionale sul palco eurovisivo a Basilea.
La versione eurovisiva del brano, pubblicata il 13 marzo 2025, presenta una base strumentale rielaborata, mentre la produzione è stata interamente curata da produttori spagnoli.

## Video musicale
Il video, diretto da Mario Ruiz, è stato reso disponibile il 14 marzo 2025 attraverso il canale YouTube dell'artista.

## Tracce
Testi e musiche di Melodía Ruiz Gutiérrez e Alberto Lorite.
Download digitale, streaming – 1ª versione
1. Esa diva – 2:57

Download digitale, streaming – 2ª versione
1. Esa diva – 2:58

## Formazione
- Melody – voce
- Joy Deb – produzione, mastering
- Juan Sueiro – produzione
- Peter Boström – produzione
- Thomas G:son – produzione

## Classifiche
| Classifica (2025) | Posizione massima |
| ----------------- | ----------------- |
| Finlandia         | 47                |
| Grecia            | 53                |
| Lituania          | 53                |
| Spagna            | 2                 |
| Svizzera          | 40                |